# 사쿠라이 에리
사쿠라이 에리 (본명 : 나가시마 에리코, 桜井映里, 1977년 10월 17일 ~ )는 일본의 배우이다.

## 출연작

### 드라마
- 2003년~2004년 《폭룡전대 아바렌쟈》 쟌느 역